# Pachycephalosaurus
Pachycephalosaurus var ett släkte dinosaurier inom familjen Pachycephalosauridae. Hittills finns det bara en känd art, Pachycephalosaurus wyomingensis. Ett bra kännetecken för arten är skallen som bestod av tjockt ben. Pachycephalosaurus namn betyder dessutom ”Tjockskalleödla”. De var omkring 1,5-2,5 meter höga och gick upprätt på bakbenen. De levde av vegetarisk föda och man har hittat fossil efter arten i Nordamerika, Europa och Asien. 